# 林同省
林同省（越南语：／）是越南西原高原的一個省，省莅大叻市。

## 地理
林同省东北接庆和省，北接多乐省，西接同奈省。

## 歷史
1899年11月1日，法屬印度支那政府在夷靈設立同狔上省。1903年，殖民政府廢除同狔上省，設立夷靈代理座，劃歸平順省管轄。
1916年1月6日，殖民政府在林園高原南部設立林園省，下轄多樂代理座和夷靈代理座2代理座，省蒞在多樂（大叻）。4月20日，維新帝諭令設立多樂市（大叻市）。
1920年10月31日，殖民政府撤銷林園省，重新設立同狔上省和大叻市社，省蒞在夷靈。1928年，同狔上省將省蒞遷至大叻市社。
1941年1月8日，殖民政府重新設立林園省，省蒞設在大叻市社，同狔上省省蒞遷回夷靈。
1950年，越南国国长保大成立皇朝疆土，同狔上省和林园省被纳入其中。
1951年2月22日，越南民主共和國政府將林園省和同狔上省合併為林同省。
1958年5月19日，越南共和國設立林同省和宣德省。林同省省蒞在保祿，下轄保祿郡和夷靈郡2郡，宣德省省蒞在大叻市社，下轄德仲郡、单阳郡和樂陽郡3郡。
1976年2月，越南南方共和國臨時革命政府將宣德省併入林同省。下轄大叻市、保禄县、夷灵县、单阳县和德重县。
1979年3月14日，保禄县析置达怀县，单阳县析置乐阳县。
1986年6月6日，达怀县析置达得县和吉仙县。
1987年10月24日，德重县析置林河县。
1994年7月11日，保禄县分设为保禄市社和保林县。
1999年7月24日，大叻市被评定为二级城市。
2004年11月17日，乐阳县和林河县析置丹龙县。
2009年3月11日，保禄市社被评定为三级城市。
2009年3月23日，大叻市被评定为一级城市。
2010年4月8日，保禄市社改制为保禄市。
2024年10月24日，越南国会常务委员会通过决议，自2024年12月1日起，吉仙县和达得县并入达怀县。
2025年7月1日和原得農省及原平順省合併。

## 行政區劃
林同省下辖2市8县，省莅大叻市。
- 大叻市（Thành phố Đà Lạt）
- 保祿市（Thành phố Bảo Lộc）
- 保林縣（Huyện Bảo Lâm）
- 夷靈縣（Huyện Di Linh）
- 達懷縣（Huyện Đạ Huoai）
- 丹龍縣（Huyện Đam Rông）
- 單陽縣（Huyện Đơn Dương）
- 德重縣（Huyện Đức Trọng）
- 樂陽縣（Huyện Lạc Dương）
- 林河縣（Huyện Lâm Hà）

## 外部連結
- 林同省电子信息门户网站 （页面存档备份，存于）（越南文）